# 歷史緒論
《歷史緒論》，又稱《伊本·赫勒敦緒論》（阿拉伯語：مقدّمة ابن خلدون）是由突尼斯穆斯林歷史學家伊本·赫勒敦著作的記錄普遍史的書籍。一些現代思想家認為該書是第一本探討歷史哲學或關於人口學、歷史編纂學、文化史、和經濟學或社會學等社會科學的書。 此外該書也涉及伊斯蘭神學、政治哲學和生物學及化學等自然科學。1377年伊本·赫勒敦著這本書時本是將其當做他所計劃著作的世界史書《Kitab al-Ibar》 （全稱：Kitābu l-ʻibar wa Diwānu l-Mubtada' wa l-Ħabar fī tarikhi l-ʻarab wa l-Barbar wa man ʻĀsarahum min Đawī Ash-Sha'n l-Akbār “關於經驗教訓、記錄阿拉伯人和柏柏爾人歷史之開始與事件和他們同時代的偉人的書”）的前言或首卷，但在他在世時該作品就被當做一部獨立作品來看待了。

## 內容
在卷首作者批評了同輩史學家常犯的錯誤，並指出了自己著作中的難點。他共指出了七點問題：

所有的記錄，很自然地，會出錯...
1. ...對於某個信條或意見的偏向...
2. ...對其來源的過度自信...
3. ...無法理解傾向...
4. ...誤讀事實...
5. ...無能力將事件還原
6. ...長期望獲得有地位者的支持，表揚他們、令他們揚名...
7. ...最重要的是忽視了人類社會處變化之中這一法則。

他的作品也是針對這七點問題寫出的。

### 科學方法
伊本·赫勒敦常常批判迷信權威以及對歷史數據不加分辨的採納。因此他將科學方法引入了社會科學領域，這被認為在當時是跨時代的創舉，他常常將此稱作自己的“新科學”并引入自己發明的術語。
他的歷史方法為國家、交流、宣傳和系統性偏差在歷史研究中的地位奠定了基礎。被認為對歷史編纂學的發展作出了貢獻。

## 經濟

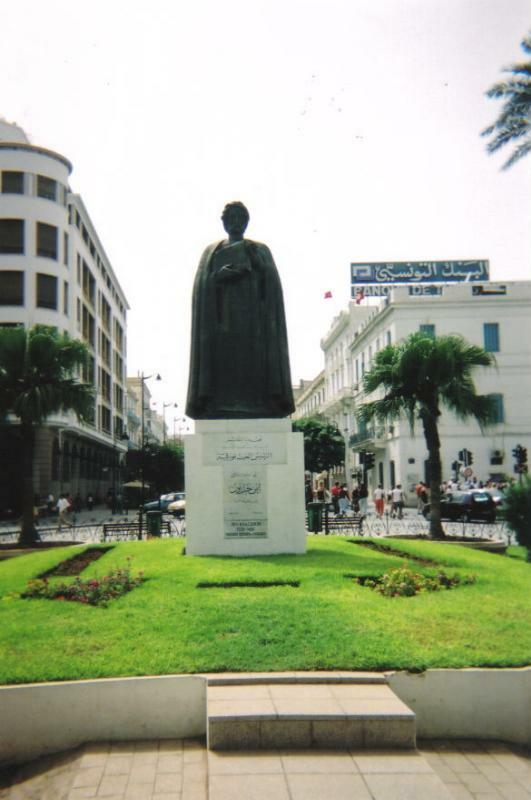
位於突尼斯的伊本·赫勒敦像

根據自己對asabiyya的認識，伊本·赫勒敦在《歷史緒論》中提出了經濟學和政治學理論。他認為社會凝聚力越大，勞動分工越細，經濟增長越快。他認為發展增加了供需，而後者決定了貨物的價格。他也注意到了人口增長的宏觀經濟力量對發展的影響。他認為人口增長與富裕密切相關。
伊本·赫勒敦意識到了貨幣是衡量價值的標準，是交換的中介物。但他沒有意識到金銀價值會受到供需的影響。他提出了勞動價值論，認為勞動是價值的來源，對於資本積累是必不可少的。
伊本·赫勒敦的理論中清楚地提到了乘數效應，此外他還提到了現代供給面學派的理論，認為“帝國崩潰的常見原因之一是過高的稅，此時低收入者的收入大部份都被徵收”。他寫到：
應該知道在一個朝代創建之始，收入多而稅少，當期滅亡時，稅多而收入少。

### 拉弗曲線
伊本·赫勒敦引入了現在所謂的拉弗曲線，此曲線說明稅率一開始增加時稅收會增加，但最終會導致稅收減少。因為高稅率無法調動勞動者的積極性。其對此問題的分析與現代的拉弗曲線極其相似。事實上拉弗並沒有宣稱這是他的發明，而是提到這一出現在伊本·赫勒敦及凱恩斯的著作中。

## 歷史學
《歷史緒論》對歷史編纂學、文化史學和歷史哲學都進行過深入探討，作者觀察到了主權國、交流、宣傳和系統性偏差等的作用。
除去之前提到了史學家常犯的七種錯誤之外，伊本·赫勒敦將科學方法引入了史學研究中。這在當時是一種創舉，因而作者本人有時被譽為“歷史編纂學之父”或“歷史哲學之父”。

## 外部連結
- Complete text of Muqaddimah （页面存档备份，存于）